# Río Teno
El  río Teno es un curso natural de agua que nace en la  confluencia de los ríos Malo y Nacimiento en la Región del Maule. Astaburuaga llama Teno al río a partir de las lagunas de Teno, a diferencia de Luis Risopatrón que llama río Malo al cauce superior.

## Trayecto
El río fluye inicialmente al noroeste a través de los Andes. En la zona denominada Los Queñes, el Teno es ensamblado por el Río Claro de Teno, que es alimentado por los glaciares del complejo de Planchón-Peteroa. Poco después de ser cruzado por la Carretera Panamericana y por el ferrocarril principal de Chile, el curso del río Teno gira hacia el suroeste hasta que se une al río Lontué en Sagrada Familia, formando el río Mataquito. El río pasa cerca de Curicó en su curso bajo.
El río Teno drena la parte superior de la cuenca del río Mataquito.: 373 

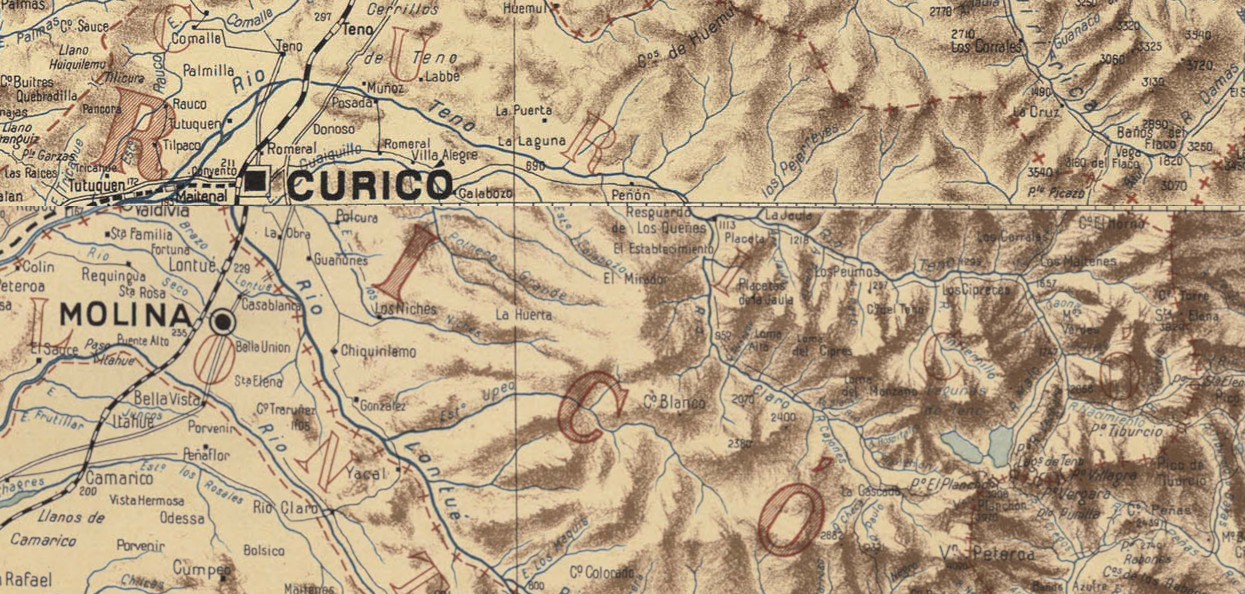
Cuenca del río Teno. Imagen elaborada a partir de dos mapas de Luis Risopatrón.

## Caudal y régimen
El río Teno y el río Claro tienen un régimen nivo–pluvial, con importantes caudales en meses de primavera y principios de verano, y en menor medida en invierno. En años húmedos las crecidas ocurren entre noviembre y diciembre, resultado de importantes deshielos primaverales. En años normales y secos los mayores caudales también se deben a aportes nivales, presentándose entre octubre y diciembre. El período de menores caudales se observa entre los meses de febrero y abril.: 45 

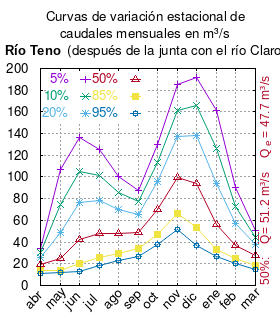
Curva de variación estacional del río Teno después de la confluencia con el río Claro.

El caudal del río (en un lugar fijo) varía en el tiempo, por lo que existen varias formas de representarlo. Una de ellas son las curvas de variación estacional que, tras largos periodos de mediciones, predicen estadísticamente el caudal mínimo que lleva el río con una probabilidad dada, llamada probabilidad de excedencia. La curva de color rojo ocre (con {\displaystyle {\color {Red}\vartriangle }}) muestra los caudales mensuales con probabilidad de excedencia de un 50%. Esto quiere decir que ese mes se han medido igual cantidad de caudales mayores que caudales menores a esa cantidad. Eso es la mediana (estadística), que se denota Qe, de la serie de caudales de ese mes. La media (estadística) es el promedio matemático de los caudales de ese mes y se denota {\displaystyle {\overline {Q}}}. 
Una vez calculados para cada mes, ambos valores son calculados para todo el año y pueden ser leídos en la columna vertical al lado derecho del diagrama. El significado de la probabilidad de excedencia del 5% es que, estadísticamente, el caudal es mayor solo una vez cada 20 años, el de 10% una vez cada 10 años, el de 20% una vez cada 5 años, el de 85% quince veces cada 16 años y la de 95% diecisiete veces cada 18 años. Dicho de otra forma, el 5% es el caudal de años extremadamente lluviosos, el 95% es el caudal de años extremadamente secos. De la estación de las crecidas puede deducirse si el caudal depende de las lluvias (mayo-julio) o del derretimiento de las nieves (septiembre-enero).

## Historia
Francisco Solano Asta-Buruaga y Cienfuegos escribió en 1899 en su obra póstuma Diccionario geográfico de la República de Chile sobre el río:
Teno.-—Rio del departamento de Curicó que nace de una laguna de cuatro á cinco kilómetros de circuito situada en medio de los Andes á 2,940 metros sobre el nivel de Pacífico, por los 35º 10' Lat. y 70° 35' Lon., en la cual se recogen las vertientes de las alturas nevadas que la rodean. De allí se dirige, por entre gargantas de esa cordillera, hacia el NNO. hasta poco antes de recibir su afluente Río Claro que proviene del volcán Planchón trayéndole un grueso caudal, y se le junta bajo los 35º 00' Lat. y 70° 44' Lon. á una altitud de 588 metros. En esta tirada de 15 á 20 kilómetros es rapidísimo; pero desde esa junta sigue en dirección al O. con un desnivel más moderado hasta su confluencia con el Lontué que verifica después de un curso total de 84 kilómetros y á ocho al O. de la ciudad de Curicó, en una altitud de 164 metros. Recibe además por uno y otro lado entre las sierras que atraviesa en su parte superior otros tres ó cuatro riachuelos de poca importancia. Antes de esa confluencia, cosa de 15 kilómetros, se abre en dos brazos, dejando entremedias una faja de terreno de mediano ancho que, lo mismo que sus márgenes, bajas en alguna extensión de su parte inferior son notablemente feraces y productivas. Poco distante de la banda norte de este río se extiende en tramo ó corrida de altibajos ó agrupados cúmulos, á manera de dunas, que se prolonga casi de E. á O. por no menos de 50 kilómetros con un ancho hasta de doce, conocido con el nombre de Cerrillos de Teno; y son notables por su naturaleza volcánica que se tienen por una corriente enorme de lavas, á pesar de lo distante y discontinuo que se halla con los Andes en que ha podido tener origen. Este río alimenta varios canales que riegan importantes fundos de una y otra de sus riberas. Hacia su parte superior se hallan, en medio de las sierras de los Andes un mineral de plata de su nombre y el resguardo de aduana, también de su denominación ó de Queñes, por donde sube desde la ciudad de Curicó el camino que, continuando de allí por su afluente Río Claro, penetra en la República Argentina. El nombre Teno parece provenir de tein, abarrancar, desmoronarse.

## Población, economía y ecología
Las lagunas que dan origen al río Malo han sido peraltadas con el embalse Planchón (70 hm³) que regula las aguas de la cuenca del Teno.
El Canal Teno-Chimbarongo transvasa en invierno las aguas del río Teno hasta el estero Chimbarongo para aumentar los recursos del embalse Rapel y el embalse Convento Viejo.: 380 